# Liste der Naturdenkmale in Niedenstein
Die Liste der Naturdenkmale in Niedenstein nennt die im Gebiet der Stadt Niedenstein im Schwalm-Eder-Kreis in Hessen gelegenen Naturdenkmale.
| Bild                          | Bezeichnung                      | Ortsteil, Lage                                              | Beschreibung                                                                           | Art              | Nr.     |
| ----------------------------- | -------------------------------- | ----------------------------------------------------------- | -------------------------------------------------------------------------------------- | ---------------- | ------- |
| mehr Fotos \| Fotos hochladen | 1 Linde (Sommerlinde)            | Niedenstein, An der Linde 1 51° 14′ 11,2″ N, 9° 18′ 27,9″ O | Die Niedensteiner Tanzlinde steht an der Straßengabelung 200 m westlich des Rathauses. | Sommerlinde      | 634.350 |
| Fotos hochladen               | 1 Buche                          | Niedenstein 51° 14′ 20″ N, 9° 19′ 3,1″ O                    | am Nordrand des alten Sportplatzes                                                     | Buche            | 634.351 |
| Fotos hochladen               | Bergkuppe mit Wald „Sengelsberg“ | Niedenstein 51° 14′ 39,8″ N, 9° 19′ 9,9″ O                  | Fläche: 21,5833 ha                                                                     | Flächenhaftes ND | 634.352 |
| Fotos hochladen               | 1 Linde                          | Kirchberg 51° 11′ 43,6″ N, 9° 17′ 49,4″ O                   | auf dem Kirchhof                                                                       | Linde            | 634.353 |
| BW                            | 1 Linde                          | Ermetheis 51° 13′ 47,2″ N, 9° 19′ 51,8″ O                   | vor der Kirche                                                                         | Linde            | 634.354 |

## Belege
1. ↑  Anlage: Tabelle 3 - Naturdenkmale im Schwalm-Eder-Kreis. (PDF; 7,45 MB) der 2. Verordnung zur Änderung der Verordnung zum Schutze der Naturdenkmale im Schwalm-Eder-Kreis vom 28. 04. 1986, zuletzt geändert durch Verordnung vom 8. Mai 2007. Der Kreisausschuss des Schwalm-Eder-Kreises, 17. Dezember 2008, S. 30, abgerufen am 7. Februar 2017.

- Karte mit allen Koordinaten:
- OSM |
- WikiMap